# Кулаковский, Алексей Николаевич
Алексей Николаевич Кулаковский (24 декабря 1913, деревня Кулаки, Солигорский район, Минская область — 9 апреля 1986) — белорусский советский писатель. Заслуженный работник культуры Белорусской ССР (1974). Лауреат Государственной премии БССР (1986, посмертно) — за произведения литературы и искусства для детей, за книгу повестей «Белый сокол».

## Биография
Родился в крестьянской семье. В 1931 г. окончил Рогачевскую профтехшколу и некоторое время заведовал деревообрабатывающей артелью в Костюковичах на Могилевщине. С этого же года перешел на журналистскую работу — ответственный секретарь многотиражки, заведующий отделом климовичской районной газеты «Коммуна», ответственный секретарь жлобинской районной газеты «Путь социализма», а с августа 1934 г. — заместитель заведующего отделом газеты «Красная смена». В 1936—1939 гг. учился в Минском учительском институте, после окончания преподавал в Тетеринской средней школе на Могилевщине. В конце 1939 года. был призван в Советскую Армию. Участник Великой Отечественной войны — командир взвода, командир роты (Сталинградский, Украинский фронты). Был трижды ранен. После демобилизации (1945) работал заведующим отделом в газете «Сталинская молодежь», в журнале «Беларусь», ответственным секретарем газеты «Литература и искусство». В 1953—1958 гг. — главный редактор журнала «Молодость». Был заместителем ответственного секретаря, ответственным секретарем правления СП СССР (1965—1976). В 1977—1986 гг. — директор Литературного музея Янки Купалы. В 1972 г. в составе делегации БССР принимал участие в работе XXVII сессии Генеральной Ассамблеи ООН.

## Награды
Награжден орденами Красной Звезды, Трудового Красного Знамени, двумя орденами «Знак Почёта» (в т.ч. 25.02.1955), Дружбы народов и медалями.

## Творчество
Первый рассказ напечатал в 1945 г. Автор книг повестей и рассказов «Сад» (1947), «Закаливание» (1949), «На озере» (1950), «Новые встречи» (1950), «Красиво восходит солнце» (1952), «Незабываемое эхо» (1956), «До восхода солнца» (1957), «Дабрасельцы» (повесть, 1958, журнал «Молодость»), «Здесь я живу» (1960), «Звезды солигорские» (очерки, 1960), «Солигорцы» (очерки, 1964), «Первое ожидание» (1965), «Растет мята под окном» (1966), «Чистая муравко» (рассказы и юморески, 1968), «Твой путь перед тобою» (1968), «Родные широты» (1978), «Повести и рассказы» (1979), «Белый сокол» (1985), «Три звезды» (1988), романов «Расстаемся ненадолго» (1955), «Встречи на перепутье» (1962), «Васильки» (1981). В 1970—1971 гг. вышло Собрание сочинений в 4 томах, в 1984 г. — Избранные произведения в 2 томах. Для детей издал сборник рассказов «На озере» (1950), книгу повестей «Белый сокол» (1985). По мотивам повести «Невестка» А.Макаенком написан сценарий художественного фильма «Счастье надо беречь» (поставлен в 1958).
Сделал литературный запись книги В. Козлова «Люди особого склада» (1952). Перевел романы Ш.Рашидова «Сильнее за бурю» (П. Ковалевым, 1963) и Р. Файзи «Его величество Человек» (1978).